# Roper-Corbet
Roper-Corbet war eine britische Automarke.

## Unternehmensgeschichte
Das Unternehmen begann 1911 mit der Produktion von Automobilen. London & Parisian Motor Company Ltd. aus London unter Leitung von Bertram Corbet vertrieb die Fahrzeuge. Der Markenname lautete Roper-Corbet. Ein Fahrzeug war 1911 auf der Olympia Show ausgestellt. 1912 endete die Produktion.

## Fahrzeuge
Das einzige Modell war der 15,9 HP. Ein Vierzylindermotor mit 2412 cm³ Hubraum trieb das Fahrzeug an. Der Kühlergrill ähnelte den Modellen von Rolls-Royce Motor Cars. Eine offene Karosserie des Karosserieherstellers Melhuish & Co ist überliefert.